# 2-Pirrolidona
2-Pirrolidona (alfa-pirrolidona ou  gama-butirolactama, entre outros nomes) é um composto orgânico consistindo de uma lactama de cinco átomos no anel.  É um líquido incolor que é usado em aplicações industriais como um solvente polar não corrosivo de alto ponto de ebulição para uma grande variedade de aplicações. É miscível com uma grande variedade de outros solventes como água, etanol, éter dietílico, clorofórmio, benzeno, acetato de etila e dissulfeto de carbono.
A 2-pirrolidona é um intermediário na produção de polímeros tais como polivinilpirrolidona e polipirrolidona.